# Paolo Chini
Paolo Chini (Firenze, 14 marzo 1928 – Milano, 2 febbraio 1980) è stato un chimico italiano.

## Biografia
Paolo Chini fu un chimico italiano, discendente della famiglia Chini, famiglia toscana di artisti e decoratori. Pioniere nella sintesi dei cluster carbonilici venne soprannominato con l’appellativo "Re dei Cluster".
Ha sviluppato e migliorato metodi quantitativi per la sintesi di cluster metallocarbonilici ad elevata nuclearità, come la degradazione termica e la condensazione redox. Questi metodi sono ancora oggi i principali approcci alla sintesi di cluster eterometallici ad alta nuclearità. La sintesi e la caratterizzazione dei dianioni di platino carbonile [Pt3n(CO)6n]2− (n = 1-10), noti anche come Cluster di Chini o più correttamente come Cluster di Chini-Longoni, sono riconosciuti dalla comunità scientifica come il risultato più spettacolare del lavoro di Chini. 
Chini fu anche assistente del premio Nobel Giulio Natta con cui ha partecipato attivamente alla sintesi del  polipropilene.
Ogni anno, in omaggio al suo fondamentale lavoro, la "Paolo Chini Memorial Lecture" viene assegnata ad uno scienziato che si è distinto nella chimica organometallica e nella catalisi. Il premio è patrocinato e organizzato dalla "Fondazione Chini", amministrata dalla Società Chimica Italiana.